# Abandoned Places
Az Abandoned Places: A Time for Heroes egy szerepjáték Amigára, PC/DOS-ra, melyet a magyar ArtGame fejlesztett és a brit Electronic Zoo adott ki 1992-ben. A játékban a hősöknek meg kell menteni a világukat, Kalynthiát. Folytatását, az Abandoned Places 2 című játékot az Electronic Zoo utódvállalata, az International Computer Entertainment adta ki 1993-ban.

## Cselekmény
A játék kezdete előtt 900 évvel tizenkét hős bezárta a sötétség hercegét, Bronaght. Azonban Bronagh 900 évnyi raboskodás után kiszabadul börtönéből. Az őt legyőző hősöket mind kővé változtatták, hogy később újra harcba tudják állítani őket, azonban a mágusok csak négyet tudnak feltámasztani közülük, hogy ismét legyőzzek a sötétség hercegét. A játékos a „Mennyország Fényének Temploma” alatt kezd és ki kell szabadulnia a felszínre, ahol a bölcsek segítségével meg kell találnia Bronagh rejtekhelyét, majd le kell győznie őt.

## Játékmenet
A játék kombinálja a hagyományos dungeon crawler játékok elemeit a föld felszíne feletti kalandozásokkal. Az újdonság erejével hatott a viszonylag nemlineáris játékmenete; a labirintusokat nem kell teljes mértékben felfedezni, hogy a játékos egy újabb helyszínre léphessen. A meglepetésszerű támadások elkerülésének érdekében be lehet állítani, hogy bizonyos szereplők oldalra vagy hátra is nézzenek.

## Fejlesztés
A játékot a Fábián István és Staengler Ferenc által alapított ArtGame kezdte fejleszteni az 1989-ben hozzájuk csatlakozó Dragon Györggyel. A játékot az Advanced Dungeons & Dragons és a Dungeon Master szerepjátékok inspirálták. 1990 tavaszától a játék demóját, melyet az egyik Computer karácsonyon mutattak be a cég több nyugati kiadónak, köztük az Electronic Artsnak is bemutatta, de mivel egy másik fejlesztőcsapattól (a későbbi Raven Software) egy héttel korábban egy hasonló játékot (Black Crypt) kaptak és már komolyan tárgyaltak velük, ezért azt adták ki. Végül a brit Electronic Zoo vállalta a játék kiadását. A játék történetét a Writer's Guild cég írta. A játék mindegy száz perces zenei betéteit Dragon György szerezte, hangeffektjeit házi körülmények között vették fel. A játék fejlesztői szinte semmit sem kaptak a munkájukért, a játék Budavári Labirintusban tartott bemutatójáról is kitiltották őket, a szoftver egyik programozója; Dragon György komolyan megfontolta, hogy a mélybe veti magát a Műegyetem Schönherz Kollégiumának ablakából.

## Fogadtatás
Az Amiga Action 1992. márciusi lapszámában (30.) Jason Simmons 82%-ra értékelte a játékot; dicsérte a játékmenetet, a fejtörőket és az irányítást, viszont szerinte a program grafikája jelentős mértékben csökkenti a játék hangulatát. Mark Petterson a CU Amiga újságírója szerint a játék irányítása néha „kényelmetlen”, grafikája „nagyon kezdetleges”, viszont állítása szerint az Abandoned Places volt élete addigi legnagyobb terjedelmű szerepjátéka. Darren Evans az Amiga Computing 47. lapszámában egy „nagyszerű” játéknak nevezte az Abandoned Placest; dicsérte a játékmenetét és a hangulatát. Ashley Cotter-Cairns az Amiga Maniától a többi kritikussal ellentétben dicsérte a játék grafikáját; „szerfelett szép”-nek nevezve azt.
Beregi Tamás a Pixelhősök: A számítógépes játékok első ötven éve című könyvében az Abandoned Placest a kilencvenes évek egyik legfontosabb hazai fejlesztésű játéknak nevezte.